# Réforme licence-master-doctorat
Pour les articles homonymes, voir LMD.
Pour un article plus général, voir Processus de Bologne.
La réforme licence-master-doctorat, ou réforme LMD, est un ensemble de mesures modifiant le système d'enseignement supérieur français pour l'adapter aux standards européens de la réforme BMD. Les textes fondateurs de cette réforme paraissent en 2002, mais son application dure plusieurs années.
Elle met en place principalement une architecture basée sur trois grades : licence, master et doctorat ; une organisation des enseignements en semestres et unités d’enseignement ; la mise en œuvre des crédits européens et par la délivrance d'une annexe descriptive au diplôme.

## Histoire
Durant l'existence de l'université impériale, au xixe siècle, trois grades sont mis en place : le baccalauréat, la licence et le doctorat. Cette notion est ensuite peu à peu oubliée. En 2002, les textes renomment le mastère et précisent l’architecture en quatre grades qui fixent les principaux niveaux de référence de l'Espace européen de l'enseignement supérieur, : le baccalauréat, la licence, le master et le doctorat.
La notion de cycles universitaires reste inchangée jusqu’à la loi LRU en 2007, qui consacre que les grades de licence, de master et de doctorat sont conférés respectivement dans le cadre du premier, du deuxième et du troisième cycle. 

## Objectifs
Les objectifs de l’enseignement supérieur français dans le cadre de la construction de l'Espace européen de l'enseignement supérieur sont :
- l’organisation de l’offre de formation sous la forme de « parcours types de formation », ensembles cohérents d’unités d’enseignement organisant des progressions pédagogiques adaptées, préparant l’ensemble des diplômes nationaux ;
- l’intégration, en tant que de besoin, des approches pluridisciplinaires et la facilitation de l’amélioration de la qualité pédagogique, de l’information, de l’orientation et de l’accompagnement de l’étudiant ;
- le développement de la professionnalisation des études supérieures, la réponse aux besoins de formation continue diplômante et la favorisation de la validation des acquis de l'expérience, en relation avec les milieux économiques et sociaux ;
- l’encouragement à la mobilité, l’accroissement de l’attractivité des formations françaises en dehors de la France et la possibilité de la prise en compte et de la validation des périodes de formation, notamment en dehors de la France ;
- l’intégration de l’apprentissage de « compétences transversales » telles que la maîtrise des langues vivantes étrangères et celle des outils informatiques ;
- la facilitation de la création d’enseignements par des méthodes faisant appel aux technologies de l'information et de la communication et du développement de l’enseignement à distance[4].

Les objectifs de l'enseignement supérieur sont aussi fixés. Le service public de l’enseignement supérieur contribue au développement de la recherche, support nécessaire des formations dispensées, et à l’élévation du niveau scientifique, culturel et professionnel de la nation et des individus qui la composent, à la croissance régionale et nationale dans le cadre de la planification, à l’essor économique et à la réalisation d’une politique de l’emploi prenant en compte les besoins actuels et leur évolution prévisible, à la réduction des inégalités sociales ou culturelles et à la réalisation de l’égalité entre les hommes et les femmes en assurant à toutes celles et à tous ceux qui en ont la volonté et la capacité l’accès aux formes les plus élevées de la culture et de la recherche et à la construction de l’espace européen de la recherche et de l’enseignement supérieur.
Les missions du service public de l’enseignement supérieur sont, la formation initiale et continue, la recherche scientifique et technologique, la diffusion et la valorisation de ses résultats, l’orientation et l'insertion professionnelle, la diffusion de la culture et l'information scientifique et technique, la participation à la construction de l'Espace européen de l'enseignement supérieur et de la recherche et enfin la coopération internationale.

### Unités d'enseignement et crédits européens
Les parcours de formations sont découpés en « unités d’enseignement » (ECTS). Chacune a une valeur définie en crédits européens reconnus grâce au système européen de transfert et d'accumulation de crédits, dit « ECTS ».
Le nombre de crédits par unité d’enseignement est défini sur la base de la « charge totale de travail requise de la part de l'étudiant pour obtenir l'unité ». La charge totale de travail tient compte de l’ensemble de l’activité exigée de l’étudiant et, notamment, du volume et de la nature des enseignements dispensés, du travail personnel requis, des stages, mémoires, projets et autres activités.
Afin d’assurer la « comparaison » et le « transfert » des parcours de formation dans l'espace européen, une référence commune est fixée correspondant à l’acquisition, après le baccalauréat, de 180 crédits pour le niveau licence et de 300 crédits pour le niveau master. Cette référence permet de définir la valeur en crédits de l'ensemble des diplômes. Les crédits sont obtenus lorsque les conditions de validation définies par les modalités de contrôle de connaissances et aptitudes propres à chaque type d'études sont satisfaites.

## Grades et diplômes universitaires
| Doctorat (3)                |                         | Doctorat d'État (4 et +) Doctorat de 3e cycle (2) |
| Master (2)                  | DEA-DESS (1)            |                                                   |
|                             | Maîtrise (1)            |                                                   |
| Licence (3)                 | Licence (1)             |                                                   |
|                             | DEUG (2)                |                                                   |
| Actuel système de Grade LMD | Ancien système de Grade |                                                   |

À la fin des années 1990, les textes en vigueur établissent le premier cycle de deux ans constitué du DEUG (créé en 1973), le deuxième cycle de deux ans constitué de la licence (un an) et de la maîtrise (un an). Ce cycle est sous cette forme depuis 1976. Le troisième cycle est constitué soit du DESS (diplôme d’un an créé en 1974), soit des études doctorales (sous cette forme depuis 1984 et comprend le DEA).
De petites réformes interviennent en 1992 et 1997. Les textes de 2002 mettent en place un nouveau cursus pour que les diplômes correspondent aux grades. Le diplôme national de licence dure trois ans et correspond à 180 crédits. Le DEUG est délivré au bout de deux ans et la licence au bout de trois ans. Le diplôme national de master. Les études durent deux ans et correspondent à 120 crédits au-delà de la licence. Il est prévu que le diplôme national de maîtrise soit délivré à la fin de la première année. Les études doctorales, comportant dans une première phase le DEA ou le master recherche, débouchent sur le diplôme de docteur. Redéfinies en 2006, elles ne comprennent plus que la thèse et le diplôme qui porte le nom de « diplôme national de docteur ».
| Titre du diplôme            | Niveau  | Crédits ECTS | Grade   | Depuis       |
| --------------------------- | ------- | ------------ | ------- | ------------ |
| Diplôme national de licence | Bac + 3 | 180          | Licence | rentrée 2003 |
| Diplôme national de master  | Bac + 5 | 300          | Master  | rentrée 2003 |
| Diplôme national de docteur | Bac + 8 |              | Docteur | rentrée 2006 |

### Intégration des autres diplômes
Les formations qui ne font pas partie de filières universitaires générales s'adaptent progressivement au système européen, en se voyant attribuer soit un grade, soit des crédits. En 1999 est créé le grade de master. Il est conféré aux titulaires d'un diplôme d'études supérieures spécialisées (DESS), d'un diplôme d’ingénieur, d'un diplôme d'études approfondies (DEA). En 2001, il est créé une commission chargée entre autres de délivrer ce grade à certaines écoles de commerce.
| Titre du diplôme                                                             | Niveau                   | Crédits ECTS | Grade   | Depuis                |
| ---------------------------------------------------------------------------- | ------------------------ | ------------ | ------- | --------------------- |
| Diplôme d’ingénieur                                                          | Bac + 5                  |              | Master  |                       |
| Diplôme des instituts d’études politiques                                    | Bac + 5                  |              | Master  |                       |
| Diplôme de certaines écoles de commerces                                     | Bac + 5                  |              | Master  | Selon habilitation    |
| Diplômes propres de l’université Paris-Dauphine                              | Bac + 5                  |              | Master  | Selon habilitation    |
| Diplôme d’études en architecture                                             | Bac + 3                  |              | Licence | Rentrée 2004          |
| Diplôme d’État d’architecte                                                  | Bac + 5                  |              | Master  | Rentrée 2004          |
| Diplôme de l’école spéciale militaire de Saint-Cyr                           | Bac + 5                  |              | Master  | Rentrée 2004          |
| Diplôme universitaire de technologie                                         | Bac + 2                  | 120          |         | Rentrée 2005          |
| Diplôme de restaurateur du patrimoine                                        | Bac + 5                  |              | Master  | Rentrée 2006          |
| Classe préparatoire aux grandes écoles                                       | Bac + 2                  | 120          |         | Rentrée 2007          |
| Brevet de technicien supérieur                                               | Bac + 2                  | 120          |         | Rentrée 2007          |
| Diplôme de deuxième cycle de l’école du Louvre                               | Bac + 5                  |              | Master  | Rentrée 2007          |
| Diplôme d’études fondamentales vétérinaires                                  | Bac + 6                  |              | Master  | Rentrée 2007          |
| Diplôme d’État d’infirmier,                                                  | Bac + 3                  |              | Licence | Rentrée 2009          |
| Première année des études de santé                                           | Bac + 1                  | 60           |         | Rentrée 2010          |
| Diplôme de l’école militaire interarmes                                      | Bac + 2[réf. nécessaire] |              | Licence | Selon habilitation    |
| Diplômes du Conservatoire national supérieur de musique et de danse de Paris | Bac + 5                  |              | Master  | Sessions 2010 à 2015  |
| Diplôme national supérieur d'arts plastiques                                 | Bac + 5                  |              | Master  | Sessions 2012 à 2015  |
| Diplôme délivré par l’École nationale supérieure des arts décoratifs         | Bac + 5                  |              | Master  | Sessions 2012 à 2015  |
| Diplôme délivré par l’École nationale supérieure de création industrielle    | Bac + 5                  |              | Master  | Sessions 2012 et 2013 |
| Diplôme national supérieur d'expression plastique                            | Bac + 5                  |              | Master  | Sessions 2012 à 2015  |
| Diplôme de comptabilité et de gestion                                        | Bac + 3                  |              | Licence |                       |
| Diplôme supérieur de comptabilité et de gestion                              | Bac + 5                  |              | Master  |                       |
| Diplôme de formation générale en sciences médicales                          | Bac + 3                  |              | Licence | À partir de 2011      |
| Diplôme de formation générale en sciences pharmaceutiques                    | Bac + 3                  |              | Licence | À partir de 2011      |
| Diplôme de formation générale en sciences odontologiques                     | Bac + 3                  |              | Licence | À partir de 2011      |
| Diplôme de formation générale en sciences maïeutiques                        | Bac + 3                  |              | Licence | À partir de 2011      |
| Diplôme d’État de manipulateur en électroradiologie médicale                 | Bac + 3                  |              | Licence | Rentrée 2012          |
| Diplôme d’État de pédicure-podologue                                         | Bac + 3                  | 180          |         | Rentrée 2012          |
| Diplôme d’État d’ergothérapeute                                              | Bac + 3                  |              | Licence | Rentrée 2011          |
| Diplôme supérieur d'arts appliqués                                           | Bac + 4                  | 120          |         | Rentrée 2011          |
| Diplôme des métiers d'art                                                    | Bac + 2                  | 120          |         | Rentrée 2008          |
| Diplôme de formation approfondie en sciences médicales                       | Bac + 6                  |              | Master  | Rentrée 2015          |
| Diplôme de formation approfondie en sciences pharmaceutiques                 | Bac + 5                  |              | Master  | Rentrée 2015          |
| Diplôme de formation approfondie en sciences odontologiques                  | Bac + 5                  |              | Master  | Rentrée 2015          |
| Diplôme d’État de sage-femme                                                 | Bac + 5                  |              | Master  | Rentrée 2015          |
| Certificat de capacité d'orthophoniste                                       | Bac + 5                  |              | Master  | Rentrée 2017          |
| Diplôme d’État d’infirmier anesthésiste                                      | Bac + 5                  |              | Master  | Rentrée 2014          |
| Diplôme d'État d'infirmier en pratique avancée                               | Bac + 5                  |              | Master  | À partir de 2018      |
| Diplôme d’État de masseur-kinésithérapeute                                   | Bac + 4                  | 240          |         | Rentrée 2015          |
| Certains diplômes de l’école nationale de l'aviation civile                  | Bac + 3                  |              | Licence |                       |
| Certains diplômes de l’université Paris-Dauphine                             | Bac + 3                  |              | Licence |                       |
| Certains diplômes de l’université de recherche Paris sciences et lettres     | Bac + 3                  |              | Licence |                       |
| Certains diplômes de l’école nationale de l'aviation civile,                 | Bac + 5                  |              | Master  | Sessions 2015 à 2018  |
| Diplôme d’État d’assistant de service social                                 | Bac + 3                  |              | Licence | Rentrée 2018          |